# Klada
Klada je naselje u Republici Hrvatskoj, u sastavu Grada Senja, Ličko-senjska županija. 

## Stanovništvo
Prema popisu stanovništva iz 2001. godine, naselje je imalo 33 stanovnika te 16 obiteljskih kućanstava.

Prema popisu stanovništva 2011. godine naselje je imalo 39 stanovnika.
| broj stanovnika | 418   | 527   | 473   | 453   | 500   | 477   | 419   | 381   | 307   | 200   | 141   | 79    | 44    | 49    | 33    | 39    | 35    |
|                 | 1857. | 1869. | 1880. | 1890. | 1900. | 1910. | 1921. | 1931. | 1948. | 1953. | 1961. | 1971. | 1981. | 1991. | 2001. | 2011. | 2021. |